# Hister foveipygus
Hister foveipygus är en skalbaggsart som beskrevs av Wenzel och Dybas 1941. Hister foveipygus ingår i släktet Hister och familjen stumpbaggar. Inga underarter finns listade i Catalogue of Life.